# Augochlora caerulior
Augochlora caerulior är en biart som beskrevs av Cockerell 1900. Augochlora caerulior ingår i släktet Augochlora och familjen vägbin. Inga underarter finns listade.